# Hill City (Dakota Południowa)
Hill City – miasto w Stanach Zjednoczonych, w stanie Dakota Południowa, w hrabstwie Pennington.